# LG V50S ThinQ
LG V50S ThinQ(LG V50S 씽큐)/LG G8X ThinQ(LG G8X 씽큐)는 LG전자가 설계하고 제조한 안드로이드 스마트폰이자, LG G8 ThinQ와 LG V50 ThinQ의 변형 모델 스마트폰이다. 2019년 9월 6일, 독일 베를린에서 개최된 IFA 2019를 통해 공개되었으며, 2019년 초 LG전자가 밝힌 라인업 구분 방식에 따라서 4G LTE 기반 모델은 LG G 시리즈 소속의 LG G8X ThinQ로, 5G NR 기반 모델은 LG V 시리즈 소속의 LG V50S ThinQ로 이원화되어 출시되었다. 대한민국 시장에는 2019년 10월 10일에 5G 모델인 LG V50S ThinQ만 출시되었으며, 4G LTE 기반 모델인 LG G8X ThinQ는 2019년 11월 1일 북미 시장을 시작으로 해외 시장에 출시됐다. LG V50 ThinQ에서 먼저 선보였던 탈착식 액세서리인 LG 듀얼 스크린을 개선하였고, LG G 시리즈 최초로 듀얼 스크린을 지원하게 되었다. 그리고 LG전자 스마트폰 최초로 화면 내장 광학식 지문인식을 지원하기 때문에 LG 옵티머스 G 이후 최초로 후면에 전원 버튼이나 지문인식 센서가 탑재되지 않았다.

## 운영 체제/소프트웨어 업데이트 내역

### 안드로이드 9.0 파이
LG V50S ThinQ/LG G8X ThinQ는 안드로이드 9.0 파이를 기본으로 탑재하고 출시되었다. 소프트웨어는 LG UX 9.0이 적용되었다.

### 안드로이드 10
2020년 5월 18일, 안드로이드 10의 판올림 펌웨어 업데이트가 진행되었다.

#### 변경, 추가된 사항
• 팝업 윈도우 기능이 추가

• 내비게이션 바에 제스처 스타일 추가

• 접근성 바로가기 설정의 단축키 동작 변경

• 터치 영역 제어 설정의 단축키 동작 변경

• 듀얼 스크린 뒤로 접었을 때의 설정 추가

이 외에 안드로이드 10의 기본 탑재 기능들중 일부 또한 추가되었다.

### 안드로이드 11
2021년 7월 22일, 안드로이드 11 업데이트가 진행되었다.

#### 변경, 추가된 사항
• 대화 전용 알림창 추가

• 메시지 버블 기능 추가

• 삭제한 알림 기록을 확인할 수 있는 메뉴 추가

• 앱의 활성화 시에 1회에 한정하여 권한을 부여할 수 있는 '이번만 허용‘ 옵션 추가

• 잠금 화면 및 상태 표시줄에서 무음 알림 숨기기 기능 추가

• 전원 화면에 IoT 기기 제어 기능 추가

• 내비게이션 바 스타일이 제스처 모드일 경우 내비게이션 바 숨김 기능 추가

• 카메라 설정에 QR코드 스캔 기능 추가

• 키보드 크기 및 위치 조절 기능 개선

이 외에 안드로이드 11의 기본 탑재 기능들중 일부 또한 추가되었다.

## 기능

### 오디오

#### Hi-Fi Quad DAC
DAC(Digital to Analog Converter)은 디지털 신호를 사람이 들을 수 있는 아날로그 신호로 변환해주는 장치이다. 쿼드 DAC는 디지털 신호의 잡음을 최대 50%까지 감소시켜서 원음에 가까운 소리를 낼 수 있게 해 준다. ESS 사의 Sabre 쿼드 DAC가 적용되었으며, 전작과 동일하게 24비트는 물론, 32비트 음원을 재생할 수 있다.

#### DTS:X 입체 음향
LG전자는 오디오 전문 기업인 엑스페리와의 독점 파트너쉽을 통해 영화, 음악 등을 감상할 때 더 생생한 소리를 들을 수 있는 DTS:X 3D 입체 음향 기능을 지원한다. 와이드, 왼쪽, 오른쪽 총 3가지의 모드로 설정할 수 있으며 이어폰을 끼면 최대 7.1 채널의 입체 음향을 들을 수 있다. 이어폰을 끼지 않고 스피커로 소리를 들을 때에도 3D 입체 음향을 느낄 수 있다. 전용 콘텐츠뿐만 아니라 기본 음악 앱이나 비디오 앱 이외에도 어떤 콘텐츠의 종류에 상관없이 입체 음향 설정을 적용할 수 있다.

### 기타
기반 모델인 LG G8 ThinQ와 LG V50 ThinQ에 이어서 일체형 배터리가 적용되었다.1.5m 수심에서 30분까지 작동할 수 있는 IP68 등급의 방수방진이 채택되었다. LG G8 ThinQ, LG V50 ThinQ와 마찬가지로 미군에서 진행하는 내구성 테스트인 MIL-STD 810G 통과 인증을 받았다. Qi 표준 무선 충전을 지원한다. 퀄컴 사의 퀵차지 4.0을 적용해 고속 충전도 지원한다.

#### LG 페이
LG 페이는 2017년 6월 1일부터 추가된 LG전자의 모바일 결제 서비스이다. 2019년, LG G8 ThinQ를 기점으로 북미 시장에 상륙했다. 경쟁 중인 서비스는 애플 페이와 삼성 페이이며, 결제 방식으로는 NFC (근거리 무선 통신)와 MST (마그네틱 보안전송) 방식을 지원한다.

#### 생체인식
LG V50S ThinQ/LG G8X ThinQ는 LG전자 스마트폰 최초로 화면 내장 지문인식을 지원한다. 지문인식 센서가 화면 아래에 내장되었기 때문에 화면 하단부의 지정된 위치에 손을 올리면 지문인식이 가능하다. 그래서 LG V50S ThinQ/LG G8X ThinQ는 후면 지문인식 센서가 탑재되지 않았다. 다만, 삼성 갤럭시 S10과 삼성 갤럭시 노트10애 탑재된 초음파 지문인식 센서가 아닌 갤럭시 A 시리즈에 탑재된 광학식 지문인식 센서를 탑재했다. 그리고 전작들이 지원하는 패턴, 노크온, 얼굴인식을 모두 지원한다. 다만 LG전자 측에서는 전작들과 마찬가지로 보안이 취약할 수 있기 때문에 패턴, 노크온, 지문인식을 사용하길 권장했다.

## 색상
- 오로라 블랙

## 같이 보기
- LG G 시리즈
- LG V
- LG G8 ThinQ
- LG V50 ThinQ

## 경쟁 기종
- 삼성 갤럭시 노트10
- 삼성 갤럭시 노트10 플러스
- 삼성 갤럭시 노트10 5G
- 삼성 갤럭시 노트10 플러스 5G
- 아이폰 11
- 아이폰 11 프로
- 아이폰 11 프로 맥스